# 松坂修二
松坂 修二（まつさか しゅうじ）は、日本の化学工学者。京都大学大学院工学研究科化学工学専攻化学システム工学講座教授。

## 人物・経歴
広島市立基町高等学校を経て、1981年広島大学工学部第三類生物化学工学課程卒業。1983年広島大学大学院工学研究科博士課程（前期）移動現象工学専攻修了、工学修士、東レエンジニアリング入社。1987年動力炉・核燃料開発事業団派遣。1989年京都大学工学部助手。1993年京都大学博士（工学）。1996年京都大学大学院工学研究科講師。1997年京都大学大学院工学研究科助教授。1999年サリー大学客員教授。2004年広島大学客員助教授。2007年京都大学大学院工学研究科准教授。2008年華南理工大学客員教授。2009年京都大学大学院工学研究科教授。2011年京都大学大学院工学研究科代議員。2012年京都大学工学部工業化学科化学プロセス工学コース長。2013年京都大学大学院工学研究科化学工学専攻長。2014年ホソカワ粉体工学振興財団理事。2016年静電気学会代議員。2018年化学工学会代議員。2019年粉体工学会評議員。

## 受賞
- 1995年 日本エアロゾル学会井伊谷賞[8]
- 2002年 粉体工学会上滝論文賞[8]
- 2010年 日本原子力研究開発機構感謝状[8]
- 2010年 日本画像学会論文賞[8]
- 2002年 粉体工学情報センターIP奨励賞[8]
- 2012年 5th Asian Particle Technology Symposium, Testimonial[8]
- 2018年 粉体工学会APT Distinguished Paper Award[8]
- 2018年 粉体工学会論文賞[8]
- 2018年 化学工学会研究賞（實吉雅郎記念賞）[8]